# Морський коровай

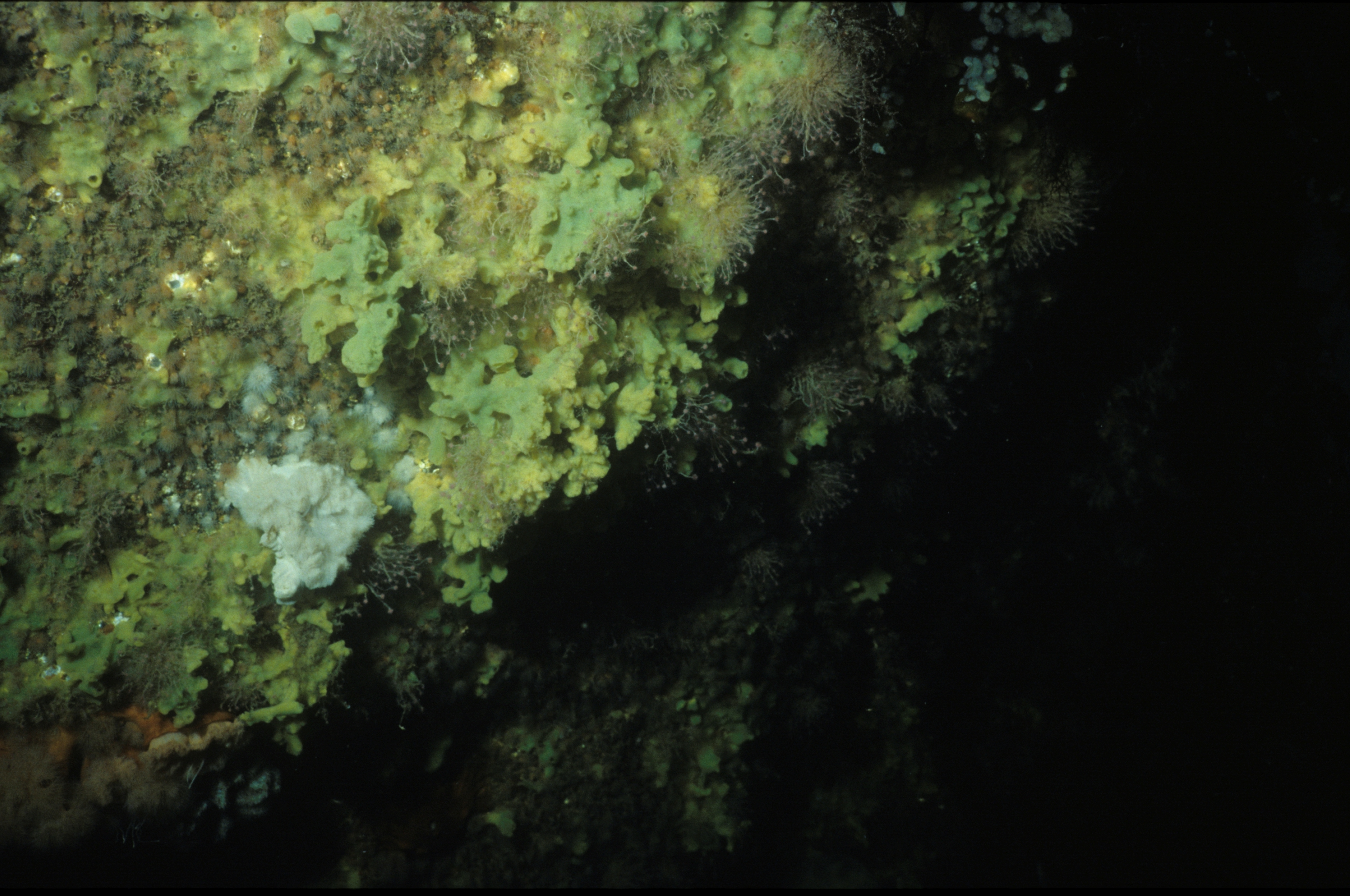
Губка на підводній скелі

Морський коровай (Halichondria panicea) — морська губка з ряду Suberitida класу звичайних губок (Demospongiae).
Вид занесений до Червоної книги Чорного моря. 

## Опис
Дуже поліморфний вид, форма тіла змінюється залежно від місця, на якому ця губка зростає. На рівному місці тіло губки має вигляд плоскої кірки або подушечки, від якої піднімається вгору ряд низьких трубчастих виростів, що мають на кінцях гирла. Обростаючи водоростями, морський коровай набуває вигляду неправильних лопатевих грудок або розгалужених гілочок. При зростанні у вузькому просторі між великими каменями трубчасті вирости значно збільшуються, поки не займають практично все тіло губки, яка складається з ряду довгих вертикальних трубок, що відкриваються на вільних кінцях широкими гирлами. 
Забарвлення губок, що ростуть на добре освітлених місцях, зелене через водорості, в затіненні губки набувають жовтого відтінку. У масових скупченнях зустрічаються попелясто-сірі, коричневі, інколи коричнево-червоні. Через таке різноманіття форм цю губку 56 разів описували як новий біологічний вид.

## Поширення
Вид поширений в Арктиці, північній Атлантиці, біля Атлантичного узбережжя Європи, у Середземному і Егейському морях. 
В Україні зустрічається в акваторії Чорного моря. 

## Особливості біології
Живе в основному на мілководді, але поширена від літоралі до глибин понад 550 м.
Як і у всіх губок, природних ворогів у цього виду порівняно небагато, іноді морський коровай їдять деякі тюлені та риби.

## Охорона
Вид занесений до Червоної книги Чорного моря (охоронна категорія: вразливий в українському секторі моря). 

## Синонімія[4]
1. Halichondria panicea Pallas, 1766
2. Halina panicea Pallas, 1766
3. Spongia panicea Pallas, 1766
4. Spongia tomentosa Linnaeus, 1767
5. Spongia cristata Ellis & Solander, 1786
6. Spongia tubulosa Ellis & Solander, 1786
7. Spongia urens Ellis & Solander, 1786
8. Halichondria papillaris Linnaeus, 1791
9. Alcyonium manusdiaboli sensu Esper, 1794
10. Spongia compacta Sowerby, 1806
11. Alcyonium medullare Lamarck, 1815
12. Halichondria albescens Rafinesque, 1818
13. Seriatula seriata Grant, 1826
14. Spongia seriata Grant, 1826
15. Halichondria sevosa Johnston, 1842
16. Halichondria reticulata Lieberkühn, 1859
17. Halichondria coccinea Bowerbank, 1861
18. Hymeniacidon coccinea Bowerbank, 1861
19. Halichondria brettii Bowerbank, 1866
20. Hymeniacidon brettii Bowerbank, 1866
21. Hymeniacidon fallaciosus Bowerbank, 1866
22. Halichondria caduca Bowerbank, 1866
23. Halichondria glabra Bowerbank, 1866
24. Halichondria incerta Bowerbank, 1866
25. Halichondria lactea Bowerbank, 1866
26. Halichondria membrana Bowerbank, 1866
27. Hymeniacidon fragilis Bowerbank, 1866
28. Hymeniacidon lactea Bowerbank, 1866
29. Hymeniacidon membrana Bowerbank, 1866
30. Hymeniacidon thomasii Bowerbank, 1866
31. Hymeniacidon parfitti Parfitt, 1868
32. Hymeniacidon reticulatus Bowerbank, 1866
33. Pellina bibula Schmidt, 1870
34. Spuma borealis var. convoluta Miklucho-Maclay, 1870
35. Spuma borealis var. tuberosa Miklucho-Maclay, 1870
36. Spuma borealis var. velamentosa Miklucho-Maclay, 1870
37. Halichondria ambigua Bowerbank, 1874
38. Halichondria edusa Bowerbank, 1874
39. Halichondria firmus Bowerbank, 1874
40. Halichondria pannosus Verrill, 1874
41. Hymeniacidon firmus Bowerbank, 1874
42. Hymeniacidon solida Bowerbank, 1874
43. Hymeniacidon tegeticula Bowerbank, 1874
44. Amorphina appendiculata Schmidt, 1875
45. Halichondria paciscens Schmidt, 1875
46. Amorphina paciscens Schmidt, 1875
47. Halichondria coralloides Bowerbank, 1882
48. Isodictya crassa Bowerbank, 1882
49. Isodictya perplexa Bowerbank, 1882
50. Microciona tumulosa Bowerbank, 1882
51. Amorphina grisea Fristedt, 1887
52. Halichondria grisea Fristedt, 1887
53. Menanetia minchini Topsent, 1896
54. Halichondriella corticata Burton, 1931
55. Trachyopsilla glaberrima Burton, 1931
56. Halichondria topsenti de Laubenfels, 1936